# Луки (Воронежская область)
Луки — посёлок в Острогожском районе Воронежской области.
Входит в состав Криниченского сельского поселения.
| 2000 | 2005 | 2010 |
| ---- | ---- | ---- |
| 908  | ↘809 | ↘736 |

## География

### Улицы
- ул. Железнодорожная
- ул. Луговая
- ул. Нагорная
- ул. Садовая
- ул. Солнечная
- ул. Школьная
- ул. Энтузиастов
- пер. Кооперативный

## Инфраструктура
В селе находится Копанищенская основная общеобразовательная школа, где в сентябре 2014 года была открыта многофункциональная спортивная площадка.
Здесь работает закрытое акционерное общество «Копанищенский комбинат строительных материалов».